# Villa Lavezzari Mantese Angelina
Villa Lavezzari Mantese Angelina è una villa veneta di Mareno di Piave (TV), situata nella campagna a sud del capoluogo comunale.

## Storia
La villa fu costruita nel XVIII secolo e fu dimora di campagna e casino di caccia di alcune famiglie della nobiltà veneta, tra cui si ricordano i Lavezzari, a cui subentrarono i Mantese.
Attualmente è in buono stato di conservazione e svolge ancora la funzione di dimora privata.

## Descrizione
L'edificio padronale consta di un blocco centrale su tre livelli, a cui si annettono a destra e a sinistra le consuete adiacenze, con una lunga barchessa: nel loro complesso villa e annessi rurali sono disposti a L.
L'edificio padronale è impreziosito al piano nobile da aperture inserite in arco cieco, tra cui una trifora con balaustra. Centralmente un rialzo aumenta di un piano la struttura, presentandosi abbellito anch'esso da una trifora e terminato in alto da un timpano, nonché completato ai lati da due eleganti volute.
La parte sinistra, in continuità con la facciata del blocco principale, si mostra elegante ma disadorna, con sole monofore rettangolari a evidenziarne i tre livelli, quelle del piano nobile inserite in arco cieco. A destra invece trova spazio la barchessa, con i tradizionali archi a tutto sesto.